# Nesticus henderickxi
Nesticus henderickxi là một loài nhện trong họ Nesticidae.
Loài này thuộc chi Nesticus. Nesticus henderickxi được miêu tả năm 1998 bởi Bosselaers.